# Камов Ка-60
Ка-60 "Касатка" (рус. Кит убица)- пројекат је руског вишенаменског средњег транспортног хеликоптера конструкторског бироа Камов. Први пут је полетео 10. децембра 1998. године. Користи се за извиђање, транспорт војника, радио - електронско ометање, извођење специјалних операција те за разне врсте лаког транспорта. Намењен је да у Руском ратном ваздухопловству замени застареле Ми-4. Његова цивилна верзија добила је ознаку Ка-62.

## Историја и развој
Камов дизајн биро почео је да развија хеликоптер 1983. године, када су парк средњих војних транспортних хеликоптера ваздухопловства и цивилне авијације чиниле различите верзије Ми-8, који је у то време већ био застарео. Упркос чињеници да су ови хеликоптери основа и у привреди СССР , они нису били веома профитабилни због велике носивости за своју класу од 4 тоне. Пре тога, већина транспорта терета тежине око 2 тоне превожене су хеликоптерима Ми-4. Након њиховог уклањања из производње, привреди и војсци очајнички је потребна замена хеликоптера овог типа, чему је Ка-60 и био првобитно намењен. Први хеликоптер је назван В-60. Добија подршку владе 1984. године и истовремено почињу су радови на његовом изгледу. Идејни пројекат В-60 је разрађен у 1988. години, а 1990. је припремљен нацрт хеликоптера познатог као Ка-60.

## Карактеристике

### Техничке:
- посада: 2
- капацитет:

16 војника
6 рањеника
- носивост: 2.750 кг
- дужина: 15,6 м
- пречник ротора: 13,5 м (1,2 м задњи ротор)
- висина: 4,2 м
- ширина трупа: 2,5 м
- максимална полетна маса: 6.750 кг

### Летне карактеристике:
- највећа брзина: 300 km/h (185 мпх)
- економска брзина: 270 km/h (166 мпх)
- долет: 615 km (382 mi)
- брзина пењања: 10,4 м / с
- највећа висина лета: 5.100 м
- мотор:

2 × Сатурн РД-600В/
General Electric Т700

## Варијанте
- Ка-60: основни, вишенаменски модел.
- Ка-60У: модел намењен ваздушним вежбама.
- Ка-60К: транспортни модел.
- Ка-60Р: извиђачки модел. Остале верзије намењене су против-тенковској и против-хеликоптерској борби.
- Ка-62: цивилни модел намењен руском тржишту.
- Ка-62М: стандардни модел са увозним моторима
- Ка-64: морнарички модел који користи предњи и задњи ротор са стандардне 4 елисе.